# Wioletta Frankiewicz
Wioletta Frankiewicz (zeitweise: Janowska; * 9. Juni 1977 in Piotrków Trybunalski) ist eine ehemalige polnische Leichtathletin. Sie startet sowohle im Mittel- wie auch im Langstreckenlauf, hatte sich jedoch dann vor allem auf den Hindernislauf spezialisiert.
Bei den Olympischen Spielen 2004 in Athen kam sie über 1500 Meter bis ins Halbfinale, und bei den Leichtathletik-Weltmeisterschaften 2005 belegte sie im 3000-Meter-Hindernislauf den 14. Platz. 
Bei den Leichtathletik-Europameisterschaften 2006 in Göteborg gewann sie die Bronzemedaille über 3000 Meter Hindernis, im Jahr darauf schied sie allerdings bei den Weltmeisterschaften 2007 in Osaka sowohl über 1500 Meter wie auch im Hindernislauf in der Vorrunde aus.
Wioletta Frankiewicz ist 1,77 m groß und wiegt 59 kg. Sie hat zahlreiche Polnische Meistertitel errungen, u. a. viermal im 5000-Meter-Lauf (2002, 2004, 2007, 2008) und einmal im 10.000-Meter-Lauf (2008). Außerdem hält sie die Weltbestzeit auf der selten gelaufenen 2000-Meter-Hindernis-Distanz (6:03,38 min). 

## Bestzeiten
- 800 m: 2:06,86 min, 21. September 2003, Krakau
- 1000 m: 2:36,97 min, 14. August 2004, Częstochowa
- 1500 m: 4:03,09 min, 6. August 2004, Zürich
- 3000 m: 8:44,22 min, 29. Juli 2005, Oslo
- 5000 m: 15:08,38 min, 17. Juni 2005, Florenz
- 10.000 m: 32:16,27 min, 8. Mai 2004, Police
- 15-km-Straßenlauf: 51:29 min, 20. März 2004, Kołobrzeg
- 3000 m Hindernis: 9:17,15 min, 3. Juli 2006, Athen